# چنارو (کرمان)
چنارو، روستایی از توابع بخش چترود شهرستان کرمان در استان کرمان ایران است.

## جمعیت
این روستا در دهستان کویرات قرار داشته و براساس آخرین سرشماری مرکز آمار ایران که در سال ۱۳۸۵ صورت گرفته، جمعیت آن ۳۳نفر (۱۰خانوار) بوده‌است.